# ژان پتی (بازیکن فوتبال، زاده ۱۹۱۴)
ژان پتی (فرانسوی: Jean Petit‎؛ ۲۵ فوریه ۱۹۱۴ – ۲۵ مهٔ ۱۹۴۴) بازیکن فوتبال اهل بلژیک بود.
از باشگاه‌هایی که در آن بازی کرده‌است می‌توان به باشگاه فوتبال استاندارد لیژ اشاره کرد.
وی همچنین در تیم ملی فوتبال بلژیک بازی کرده‌است.